# Búsqueda por infrarrojos

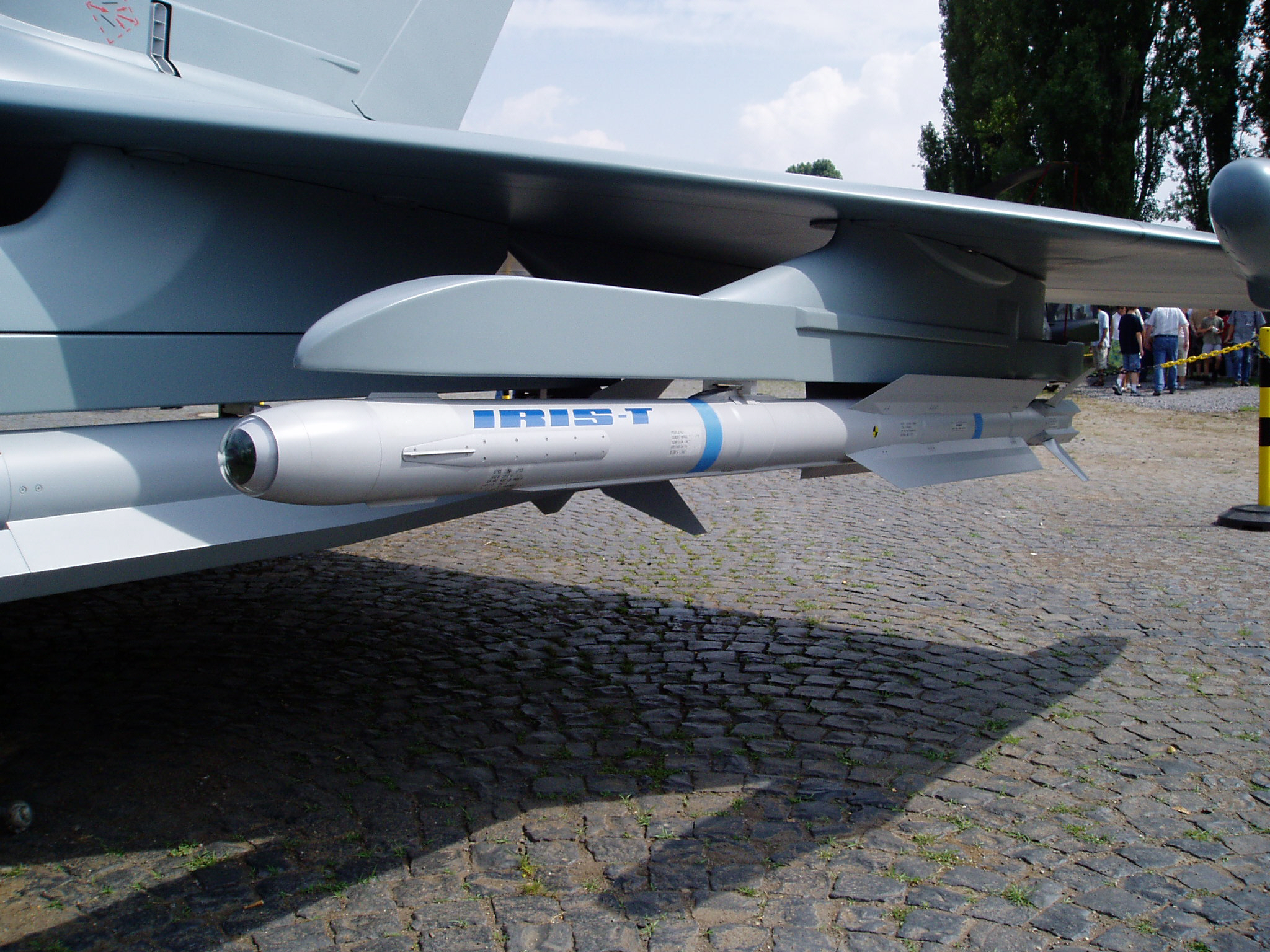
Un moderno misil aire-aire guiado por infrarrojos IRIS-T de la Fuerza Aérea Alemana

La localización por infrarrojos o búsqueda por infrarrojos es un sistema pasivo de guía de armas que utiliza la emisión de luz infrarroja (IR) de un objetivo para rastrearlo y seguirlo sin problemas. Los misiles que utilizan la búsqueda por infrarrojos a menudo se denominan "buscadores de calor", ya que los cuerpos calientes irradian fuertemente el infrarrojo. Muchos objetos, como personas, motores de vehículos y aviones, generan y emiten calor, por lo que son especialmente visibles en las longitudes de onda de luz infrarroja en comparación con los objetos del fondo.
Los buscadores de infrarrojos son dispositivos pasivos que, a diferencia del radar, no proporcionan ninguna indicación de que están siguiendo un objetivo. Eso los hace adecuados para ataques furtivos durante encuentros visuales o en rangos más largos cuando se usan con un sistema de señales infrarrojo o similar. Los buscadores de calor son extremadamente eficaces: el 90% de todas las pérdidas en combate aéreo de Estados Unidos en los últimos 25 años han sido causadas por misiles guiados por infrarrojos. Sin embargo, están sujetos a una serie de contramedidas simples, en particular arrojando bengalas.detrás del objetivo para proporcionar falsas fuentes de calor. Eso sólo funciona si el piloto es consciente del misil y despliega las contramedidas a tiempo. La sofisticación de los buscadores modernos ha hecho que estas contramedidas sean cada vez más ineficaces.
Los primeros dispositivos de infrarrojos se experimentaron antes de la Segunda Guerra Mundial. Durante la guerra, los ingenieros alemanes estaban trabajando en misiles buscadores de calor y espoletas de proximidad, pero no tuvieron tiempo de completar el desarrollo antes de que terminara la guerra. Los diseños verdaderamente prácticos no fueron posibles hasta la introducción del escaneo cónico y los tubos de vacío miniaturizados durante la guerra. Los sistemas antiaéreos por infrarrojos comenzaron a funcionar a finales de la década de 1940, pero la electrónica y todo el campo de los cohetes eran tan nuevos que requirieron un desarrollo considerable antes de que los primeros ejemplos entraran en servicio a mediados de la década de 1950. Los primeros ejemplos tenían limitaciones significativas y lograron tasas de éxito muy bajas en combate durante la década de 1960. Una nueva generación desarrollada en los años 1970 y 1980 logró grandes avances y mejoró significativamente su letalidad. Los últimos ejemplos de la década de 1990 en adelante tienen la capacidad de atacar objetivos fuera de su campo de visión (FOV) detrás de ellos e incluso detectar vehículos en tierra.
Los buscadores de infrarrojos también son la base de muchas armas semiautomáticas de comando a línea de visión (SACLOS). En este uso, el buscador se monta en una plataforma entrenable en el lanzador y el operador lo mantiene apuntando en la dirección general del objetivo manualmente, a menudo usando un pequeño telescopio. El buscador no rastrea el objetivo, sino el misil, a menudo ayudado por bengalas para proporcionar una señal clara. Las mismas señales de guía se generan y envían al misil a través de cables delgados o señales de radio, guiando el misil hacia el centro del telescopio del operador. Los sistemas SACLOS de este tipo se han utilizado tanto para misiles antitanque como para misiles tierra-aire, así como para otras funciones.
El paquete de sensores infrarrojos en la punta o cabeza de un misil buscador de calor se conoce como cabeza buscadora. El código de brevedad de la OTAN para el lanzamiento de un misil aire-aire guiado por infrarrojos es Fox Two.